# Paul Mauriat
Paul Mauriat (Marsiglia, 4 marzo 1925 – Perpignano, 3 novembre 2006) è stato un musicista, direttore d'orchestra e compositore francese.
Paul Mauriat è stato un direttore d'orchestra francese, direttore della Le Grand Orchestre de Paul Mauriat, che si è specializzato nella Easy listening. 
È maggiormente conosciuto negli Stati Uniti per i milioni di copie vendute del rifacimento di Love is Blue (di André Popp), che ha mantenuto la prima posizione per 5 settimane nel 1968 nella Billboard Hot 100; 
altri brani per i quali è noto sono El Bimbo, Toccata e Penelope.

## Biografia
Mauriat è nato e cresciuto a Marsiglia, in Francia. 
Suo padre era un ispettore postale che amava suonare il pianoforte classico ed il violino. 
Mauriat ha iniziato a suonare musica all'età di quattro anni e si è iscritto al Conservatorio di Parigi all'età di 10, ma a 17 anni, si è appassionato di jazz e musica popolare. 
Durante la Seconda guerra mondiale, Mauriat ha iniziato con la sua band a girare in tour in tutta Europa. 
Nel 1950, è diventato direttore musicale di almeno due cantanti francesi noti, Charles Aznavour e Maurice Chevalier, girando con loro.
Nel 1957, Mauriat ha pubblicato il suo primo EP Paul Mauriat, una versione quattro tracce RGM. 
Tra il 1959-1964 Mauriat ha registrato diversi album per l'etichetta discografica Bel-Air sotto il nome di Paul Mauriat et son Orchestre, così come con i vari pseudonimi di Richard Audrey, Nico Papadopoulos, Eduardo Ruo e Willy Twist, per meglio riflettere il sapore internazionale delle sue registrazioni. 
Durante questo periodo, Mauriat ha anche pubblicato diverse registrazioni con Les Satellites, dove ha creativamente organizzato l'armonia ed il supporto vocale per tali album come Slow Rock and Twist, (1961), A Malypense (1962) e Les Satellites chantent Noel (1964).
Mauriat ha composto le musiche per diverse colonne sonore di film francesi (anche distribuite su Bel-Air), tra cui Un Taxi Versare Tobrouk (1961), Horace 62 (1962) e Faccio saltare la banca (1964).
Ha scritto la sua prima canzone con André Pascal. 
Nel 1958, sono stati premiati con le Coq d'or de la Chanson Française Rendez-vous au Lavendou. 
Usando lo pseudonimo di Del Roma, Mauriat ebbe il suo primo successo internazionale con Chariot, che ha scritto in collaborazione con gli amici Franck Pourcel (coautore), Jacques Plante (testi francesi) e Raymond Lefèvre (orchestratore). 
Negli Stati Uniti, la canzone è stata registrata come I Will Follow Him da Peggy March ed è diventata prima nella classifica di Billboard in tutte le categorie per tre settimane nel 1963. 
Nel 1992, la canzone ha fatto parte della colonna sonora del film Sister Act - Una svitata in abito da suora interpretato da Whoopi Goldberg. 
Più di recente, Eminem ha compreso un estratto nella sua canzone, Guilty Conscience .
Tra il 1967 e il 1972, ha scritto numerose canzoni con André Pascal per Mireille Mathieu, come Mon Credo (1 335 000 copie vendute), Viens dans ma rue, La première étoile, Géant ed ha contribuito in 130 arrangiamenti per Charles Aznavour.
Nel 1965, Mauriat ha creato Le Grand Orchestre de Paul Mauriat ed inciso centinaia di dischi con la Philips Records per i successivi 28 anni. 
Nel 1994, ha firmato con la casa discografica giapponese Pony Canyon, dove ha registrato nuovamente alcuni dei suoi più grandi successi e scritto nuove composizioni. Mauriat ha registrato molti di questi album a Parigi e Londra, utilizzando diversi musicisti classici inglesi.
Nel 1968, la sua rivisitazione (cover) del brano di André Popp/Pierre Cour "L'Amour Est Bleu" ("Love Is Blue") è diventato una hit numero 1 negli Stati Uniti. 
La canzone è stata cinque settimane in cima alle classifiche e ha raggiunto la sesta posizione in Norvegia. 
Altri due singoli di Mauriat sono entrati nelle classifiche degli Stati Uniti "Love in Every Room" ed il tema del titolo del film "Chitty, Chitty, Bang, Bang". 
"Love Is Blue" è stato il primo brano strumentale a raggiungere il numero 1 della classifica di Billboard dopo "Telstar" dei Tornados nel 1962 e l'unico singolo numero uno statunitense registrato in Francia. 
Il successo del brano e l'album su cui è apparso, con altre Hits, ha reso Mauriat una star internazionale.
Nel 1969, Mauriat ha iniziato il suo primo tour mondiale con la sua Grande Orchestra, in paesi come gli Stati Uniti, Canada, Giappone, Corea del Sud, visitando il Brasile ed altri paesi latinoamericani.
Nel 1974, Mauriat ha pubblicato un intero album che rende omaggio alle sue radici musicali. 
Classics in the Air offre musica classica, come la "Toccata e Fuga in re minore" di Bach e "Canon" di Pachelbel, nelle versioni di "Mauriat".
Per diversi decenni, alcune delle composizioni di Mauriat sono apparse in programmi televisivi e cortometraggi in Unione Sovietica.
Mauriat si è ritirato nel 1998. Ha dato la sua ultima esibizione del Concerto Sayonara, registrato dal vivo a Osaka, in Giappone, ma la sua orchestra ha proseguito il tour in giro per il mondo fino alla morte, nel 2006. 
Gilles Gambus, ex pianista di Mauriat, è diventato il direttore d'orchestra nel 2000 ed ha portato il tour con successo in Giappone, Cina e Russia. 
Gambus aveva lavorato con Mauriat per più di 25 anni. 
Nel 2005, lo strumentista classico di Corno francese, Jean-Jacques Justafre ha diretto l'orchestra durante un tour in Giappone e Corea. 
La Paul Mauriat Grande Orchestra ha cessato di esistere dopo la morte del maestro nel 2006.
Paul Mauriat ha avuto un rapporto speciale con il Giappone, dove ha girato di più per tutta la vita. 
Per questo motivo, Mme Irène Mauriat, vedova di Paul Mauriat ed unica erede, ha autorizzato un tour di concerti d'eccezione guidato da Mr. Justafré che ha avuto luogo alla fine del 2009, sotto il titolo "Merci Paul: Paul Mauriat Memorial Concert". 
Questo è stato l'unico tour autorizzato dalla vedova di Paul Mauriat dopo la sua morte. 
Mauriat era molto popolare in Giappone e molti dei CD delle sue registrazioni disponibili ora sono importazioni giapponesi.
Dopo questo tour, al fine di evitare qualsiasi confusione, Mme Irène Mauriat ha rilasciato una dichiarazione pubblica per ricordare ai fan che Paul Mauriat non ha lasciato nessun successore musicale. 
Nessuna altra orchestra è autorizzato ad usare il suo nome. 
Quando Paul Mauriat si è ritirato dalle scene, è rimasto pienamente responsabile della direzione artistica scelta per la sua orchestra, dei conduttori, dei musicisti, e dei programmi. 
Egli non ha mai delegato questo ruolo ed era suo desiderio che la vita dell'orchestra terminasse con la propria.
È morto il 3 novembre 2006 a Perpignano, in Francia, all'età di 81 anni.

## Carriera e riconoscimenti
Rispetto ai suoi coetanei, Paul Mauriat ha uno dei più grandi cataloghi di dischi, con più di 1.000 titoli solo nell'epoca Polygram (1965-1993). 
Ha ricevuto il Grand Prix (Gran Premio) dalla industria discografica francese e nel 1997 ha vinto la prestigiosa distinzione di Commandeur des Ordre des arts et des lettres dal Ministero della cultura e della comunicazione (Francia). 
Ha venduto oltre 40 milioni di album in tutto il mondo ed ha tenuto 28 tour in Giappone da 1969 al 1998.
Nella prima metà degli anni 1980, Paul Mauriat è apparso in numerosi spot giapponesi, che hanno caratterizzato la musica dalla sua orchestra.
Una linea di sassofoni prendono il nome di Paul Mauriat, noto come P. Mauriat Sassofoni.
Il suo singolo " Love is Blue " del 1967 e l'album Blooming Hits, hanno venduto ciascuno oltre un milione di copie. 
Al singolo è stato assegnato un disco d'oro dalla Recording Industry Association of America nel marzo 1968.

## Discografia parziale
- Paul Mauriat. Grandes Exitos, 2011 Meta/Frank Andrada
- Paul Mauriat. Grandes Exitos 2, 2011 Meta/Frank Andrada
- Best of Paul Mauriat, 1999 Mercury
- Love Is Blue - 20th Anniversary Collection - Paul Mauriat, 1988 Mercury
- Les merveilleuses orchestrations de Paul Mauriat (de 1957 à 1961), 2012
- Blooming Hits - Paul Mauriat and His Orchestra, 1968 Mercury
- Best of France - Paul Mauriat and His Orchestra, 1967 Mercury
- The Russian Album - Paul Mauriat and His Orchestra, 1993 Mercury
- Paul Mauriat and his Orchestra: The Most Beautiful Melodies, 2011 Musikisonn
- Unforgettable Melodies - Paul Mauriat and His Orchestra, 2011 Audioland
- French Hit Collection - Paul Mauriat and His Orchestra, 1995 Mercury